# AC Comics
AC Comics (abans coneguda com a Paragon Publications i Americomics) és una empresa editorial de còmics fundada per Bill Black.
AC Comics s'especialitza en reimpressions de còmics de l'Edat Daurada dels còmics d'empreses desaparegudes, les propietats de les quals van passar a ser del domini públic i no es van reimprimir en cap altre lloc. També publica una sèrie d'aventures de l'edat moderna protagonitzada pels superherois de l'edat daurada que apareixen en aquestes històries. El més famós d'aquests títols és Femforce, que presenta les aventures d'un equip de superheroïnes, un dels primers equips de superherois totalment femenins de la indústria del còmic.
A partir del seu enfocament en les reimpressions de l'Edat d'Or i les històries inspirades en aquest estil, AC ha desenvolupat una reputació de històries de superherois senzilles, divertides i plenes d'acció que sovint eviten els temes més foscos de molts còmics moderns. Els artistes d'AC sovint fan ús d'un estil conegut com a "Good Girl Art", popular a l'època de l'Edat d'Or, que combina un dibuix net i atractiu amb elements de noia de calendari i humor. A més dels superherois, AC ha intentat preservar altres gèneres de còmics inspirats en les sèries del passat, com ara els còmics de l'oest i els d'aventures a la selva.

## Història
Publicacions Paragon
AC Comics es va fundar com a Paragon Publications el 1969 i va publicar el primer número de la revista Paragon Illustrated a la tardor d'aquell any, seguit dels seus primers títols de còmics: Paragon Presents i White Savage el 1970. Altres títols dels inicis de Paragon inclouen Fem Fantastique i Paragon Golden Age Greats (1971), Macabre Western i Captain Paragon (1972), Paragon Magazine i Paragon Super Heroes (1973), Tara on the Dark Continent (1974) i Paragon Western Stars (1975). Els primers títols de la companyia eren còmics en blanc i negre publicats a baix cost. Tot i que la companyia publicava diversos títols simultàniament, només podia produir un total de tres números a l'any, ja que gairebé tota l'escriptura, entintat i edició dels còmics era realitzada pel mateix Bill Black durant aquest període.
Americomics
El 1982, la companyia va canviar el seu nom a Americomics abans d'establir-se com AC Comics el 1984. El pla original darrere de la reintroducció com a Americomics era reduir la línia a una única sèrie d'antologia a tot color, Americomics, que l'editor pogués publicar de manera coherent, en lloc del model anterior de diversos títols en blanc i negre publicats esporàdicament.
Els primers números d'Americomics van coincidir amb l'auge dels còmics independents, i l'editorial va respondre a aquest èxit inesperat ampliant la seva línia de títols per incloure diverses sèries propietat del creador, com ara Dragonfly. Tanmateix, la majoria d'aquests títols van ser produïts i finançats pels mateixos creadors, amb una supervisió creativa mínima d'Americomics.
AC Comics
El 1985, AC va estrenar Femforce, que encara avui publica. Altres sèries d'AC inclouen Best of the West (1998–2009) i el còmic encara en curs Men of Mystery Comics. Com a conseqüència de la popularitat dels membres de Femforce, Garganta i Tara, que canvien de mida, AC va convertir el concepte de geganta en un tema recurrent als seus còmics. Aprofitant aquest seguiment de culte, AC ha publicat històries i antologies dirigides específicament als fans de dones gegants, així com llançaments en DVD que tracten aquest tema a l'estil irònic de les pel·lícules de ciència-ficció de sèrie B dels anys 50. Fins i tot s'ha afegit un serial de gegantes en curs coneguda com Gargantarama al títol Femforce de la companyia.
El 1986, AC Comics s'havia ampliat a una plantilla d'aproximadament 25 persones. La producció es gestionava en gran part per correu, ja que només una petita part del personal residia a prop de la seu d'AC a Florida.
AC s'ha expandit a altres projectes de DVD que inclouen sèries de pel·lícules clàssiques i altres materials que ara són de domini públic, així com pel·lícules de baix pressupost basades en els seus propis personatges.

## Llicències
AC Comics havia utilitzat personatges de Charlton Comics, especialment el Blue Beetle i el Captain Atom, al títol del còmic Sentinels of Justice. Quan els drets d'aquests personatges es van vendre a DC Comics, AC Comics va crear un segon equip de Sentinels of Justice (escrivint el primer fora de continuïtat), compost per alguns dels seus personatges originals així com per altres de domini públic. Molts d'aquests són homenatges als herois de Charlton i Quality Comics, com ara Scarlet Scorpion (un substitut de Blue Beetle) i Blue Bulleteer (més tard Nightveil) que es basa en la versió de Fox Comics de la Phantom Lady. Un altre personatge inspirat en Phantom Lady va ser The Black Mistress, el primer episodi de la qual va ser escrit per l'antic escriptor de Vampirella T. Casey Brennan.